# 418891 Vizi
418891 Vizi è un asteroide della fascia principale. Scoperto nel 2008, presenta un'orbita caratterizzata da un semiasse maggiore pari a 3,1515353 UA e da un'eccentricità di 0,2164189, inclinata di 17,47744° rispetto all'eclittica.
L'asteroide è dedicato allo scienziato ungherese Vizi E. Szilveszter.